# Močidla
Močidla (899 m) –  szczyt w Magurze Orawskiej w Zewnętrznych Karpatach Zachodnich na Słowacji. Wznosi się w wąskim grzbiecie Minčola, który poprzez wierzchołki  Mačkov, Močidla (899 m) i Žiar (891 m) opada do doliny Orawy w miejscowości Istebné. Grzbiet ten oddziela doliny dwóch dopływów Orawy: po zachodniej stronie jest to dolina potoku Istebnianka, po wschodniej potoku Orvišník.
Wierzchołek i wszystkie stoki porasta las, jedynie na wschodnich stokach przełęczy między szczytami Močidla i Žiar jest duża polana. Z miejscowości Istebné oraz z należącego do miejscowości Veličná osiedla Revišné prowadzi przez jej środek i wyżej wschodnimi stokami szczytu Močidla droga leśna. Brak natomiast znakowanego szlaku turystycznego. Na południowo-zachodnich stokach, nad doliną potoku Istebnianka wystają nad lasem duże skały.